# Niedermorschwihr
Niedermorschwihr är en kommun i departementet Haut-Rhin i regionen Grand Est (tidigare regionen Alsace) i nordöstra Frankrike. Kommunen ligger i kantonen Kaysersberg som tillhör arrondissementet Ribeauvillé. År 2022 hade Niedermorschwihr 561 invånare.

## Befolkningsutveckling
Antalet invånare i kommunen Niedermorschwihr
| Referens: INSEE |